# Haisyn
Haisyn (tiếng Ukraina: Гайсин) là một thành phố của Ukraina. Thành phố này thuộc tỉnh Vinnytsia. Thành phố này có diện tích ? km2, dân số theo điều tra dân số năm 2024 là 23027 người.